# Meir Atlas
Pour les articles homonymes, voir Atlas.
Meir Atlas (en hébreu: מאיר אטלס) (né en 1848 à Baisogala, Lituanie et mort en 1926) est un rabbin lituanien, rabbin dans plusieurs communautés, et un des fondateurs de la Yechiva de Telshe.

## Biographie
Meir Atlas est né en 1848 à Baisogala, Lituanie.

### Rabbin deŠiauliai
En 1904, Meir Atlas devient rabbin de Šiauliai, en Lituanie. Il sera également rabbin de Libau (Liepāja), en Lettonie, Salant (Salantai), en Lituanie et  Kobrin (Kobryn), en Biélorussie.

### Yechiva de Telshe
La Yechiva de Telshe est fondée en 1875 par trois rabbins: Shlomo Zalman Abel, Meir Atlas et Zvi Yaakov Oppenheim.